# Oer-Erkenschwick
Oer-Erkenschwick je město v zemském okrese Recklinghausen v Severním Porýní-Vestfálsku v Německu. Nachází se přibližně 5 km severovýchodně od Recklinghausenu, na severním okraji Porúří.

## Gegrafie
Oer-Erkenschwick se nachází východně od města Recklinghausen a na jižním okraji přírodního parku Hohe Mark.

## Sporty
Město je domovem fotbalového klubu SpVgg Erkenschwick.

## Partnerská města
Partnerská města Oer-Erkenschwicku jsou:
- Alanya, Turecko
- Halluin, Francie
- Kočevje, Slovinsko
- Lübbenau, Německo
- North Tyneside, Anglie, Spojené království
- Pniewy, Polsko

## Významní lidé
- Moondog (1916–1999), americký hudebník a skladatel, který tam chvíli žil
- Horst Szymaniak (1934-2009), fotbalista
- Klaus Wennemann (1940–2000), herec